# 293P/Spacewatch
293P/Spacewatch, komet Jupiterove obitelji